# Ruslán Aliajno
Ruslan Alekhno (en bielorruso: Руслан Аляхно y, en ruso: Руслан Алехно; Minsk, RSS de Bielorrusia, Unión Soviética, 14 de octubre de 1981) es un cantante bielorruso que se hizo famoso tras ganar en 2004 Narodniy Artist, la versión rusa de Pop Idol. En 2008 ganó el concurso Eurofest y representó a Bielorrusia en el Festival de la Canción de Eurovisión 2008.

## Discografía
- Neobiknovennaya (2005)
- Rano Ili Pozdno (más pronto o más tarde) (2005)

| Predecesor: Dmitry Koldun con «Work your magic» | Bielorrusia en el Festival de Eurovisión 2008 | Sucesor: Petr Elfimov con «Eyes that never lie» |

- Datos: Q458216
- Multimedia: Ruslan Alekhno / Q458216